# 다발 제르브
미분기하학에서 다발 제르브(영어: bundle gerbe)는 선다발을 일반화시킨 개념이다.

## 정의
U(1) 주다발은 다음과 같이 간주될 수 있다.
- U(1) 주다발은 (정수 계수) 2차 코호몰로지류이다. (즉, 주다발은 그 천 특성류에 의하여 분류된다.)
- U(1) 주다발은 어떤 열린 덮개에 대하여, 각 조각 위에 주어진 {\displaystyle \operatorname {U} (1)=\{z\in \mathbb {C} \colon |z|=1\}} 인자들로 구성된다. 이 경우, 각 {\displaystyle \operatorname {U} (1)}들은 전이 함수들로 짜깁기되며, 이들은 공사슬 조건을 만족시켜야 한다.
- U(1) 주다발은 주다발의 일종이다. 즉, {\displaystyle \operatorname {U} (1)} 구조를 갖는 전사 연속 함수이다.

이 세 정의들을 각각 다음과 같이 일반화시킬 수 있으며, 이들은 서로 동치이다.
각 정의에서, 다음이 주어졌다고 하자.
- 매끄러운 다양체 {\displaystyle M}
- 자연수 {\displaystyle p\in \mathbb {N} }.

그렇다면, {\displaystyle M} 위의 {\displaystyle (p-2)}-다발 제르브의 개념을 정의할 수 있다. 0-다발 제르브는 U(1) 선다발과 같다.

### 코호몰로지류를 통한 정의
{\displaystyle M} 위의 {\displaystyle (p-2)}-다발 제르브는 (정수 계수) {\displaystyle p}차 코호몰로지 군의 원소
{\displaystyle \alpha \in \operatorname {H} ^{p}(M;\mathbb {Z} )}
이다.

### 열린 덮개를 통한 정의
{\displaystyle M} 위의 {\displaystyle (p-2)}차 히친-채터지 제르브(영어: Hitchin–Chatterjee gerbe)는 다음과 같은 데이터로 주어진다.:218
- {\displaystyle M}의 열린 덮개 {\displaystyle \{U_{i}\}_{i\in I}}. 여기서 {\displaystyle U_{ijk\cdots }=U_{i}\cap U_{j}\cap U_{k}\cap \cdots }로 표기하자.
- 모든 {\displaystyle {\vec {\imath }}=i_{1},i_{2},\dotsc ,i_{p}\in I}에 대하여, 전이 함수(영어: transition map) {\displaystyle \phi _{\vec {\imath }}\colon U_{\vec {\imath }}\to \operatorname {U} (1)=\{z\in \mathbb {C} \colon |z|=1\}}

이들은 다음 두 조건을 만족하여야 한다.
- 임의의 순열 {\displaystyle \sigma \in \operatorname {Sym} (p)}에 대하여,
{\displaystyle \phi _{\sigma ({\vec {\imath }})}={\begin{cases}\phi _{\vec {\imath }}&(-)^{\sigma }=+1\\\phi _{\vec {\imath }}^{-1}&(-)^{\sigma }=-1\end{cases}}}
- (공사슬 조건 영어: cocycle condition) 임의의 {\displaystyle i_{0},i_{1},\dotsc ,i_{p}\in I} 및 {\displaystyle x\in U_{i_{0},\dotsc ,i_{p}}}에 대하여,
{\displaystyle 1=\phi _{i_{0}\dotso i_{p-1}}(x)\cdot \phi _{i_{1}\dotso i_{p}}(x)\cdot \dotsb \cdot \phi _{i_{p}i_{1}\dotso i_{p-2}}(x)}

이 정의에서, {\displaystyle p=2}을 잡으면 U(1) 선다발의 정의를 얻는다. 즉, 매끄러운 다양체 {\displaystyle M}위의 U(1) 선다발은 다음과 같은 데이터로 정의된다.
- {\displaystyle M}의 열린 덮개 {\displaystyle \{U_{i}\}_{i\in I}}
- 모든 {\displaystyle i,j\in I}에 대하여, 전이 함수 {\displaystyle \phi _{ij}\colon U_{ij}\to U(1)=\{z\in \mathbb {C} \colon |z|=1\}}

이들은 다음 두 조건을 만족시켜야 한다. 모든 {\displaystyle i,j,k\in I}에 대하여,
- {\displaystyle \phi _{ji}=\phi _{ij}^{-1}}
- (공사슬 조건) {\displaystyle \phi _{ij}\phi _{jk}\phi _{ki}|_{U_{ijk}}=1}

물론, 선다발의 동치를 적절히 정의하여야 한다.
위 정의는 나이절 히친과 데이비드 소미트라 채터지(영어: David Saumitra Chatterjee, 벵골어: সৌমিত্র চ্যাটার্জী)가 사용한 정의다. 마이클 머리가 사용한 정의는 더 일반적이며, 히친이 정의한 제르브는 머리가 정의한 국소 다발 제르브(영어: local bundle gerbe)에 대응한다.

### 다발을 통한 정의
매끄러운 다양체 {\displaystyle M} 위의 다발 제르브는 다음과 같은 데이터로 주어진다.:Definition 4.1
- 전사 함수 {\displaystyle E\twoheadrightarrow M}
- U(1) 주다발 {\displaystyle L\twoheadrightarrow E\times _{M}E}.
- U(1) 주다발의 동형 사상 {\displaystyle \mu \colon \pi _{12}^{*}L\otimes \pi _{23}^{*}L\to \pi _{13}^{*}L}. 여기서 {\displaystyle \pi _{12},\pi _{23},\pi _{13}\colon E\times _{M}E\times _{M}E\to E\times _{M}E}는 성분별 사영 사상이다.

{\displaystyle {\begin{matrix}E\times _{M}E\times _{M}E\\\scriptstyle {\pi _{12}}\downarrow \;\scriptstyle {\color {White}\pi _{23}}\downarrow \scriptstyle {\pi _{23}}\;\downarrow \scriptstyle {\pi _{13}}\\E\times _{M}E\\\scriptstyle {\pi _{1}}\downarrow \quad \downarrow \scriptstyle {\pi _{2}}\\E\\\downarrow \\M\end{matrix}}}
이 데이터는 다음 조건을 만족시켜야 한다.
- (결합 법칙) {\displaystyle \mu \circ \mu _{123}=\mu \circ \mu _{234}}. 여기서 {\displaystyle \mu _{123},\mu _{234}\colon E\times _{M}E\times _{M}E\times _{M}E\to E\times _{M}E\times _{M}E}는 (1,2,3) 또는 (2,3,4)번째 성분에 {\displaystyle \mu }를 작용시킨 것이다.

### 접속
U(1) 주다발을 나타내는 0차 히친-채터지 제르브 {\displaystyle (U_{i},\phi _{ij})_{i,j\in I}} 위의 주접속은 다음과 같은 데이터로 주어진다.
- {\displaystyle A_{i}\in \Omega ^{1}(U_{i};\mathbb {R} )}
- {\displaystyle \alpha _{ij}\in \Omega ^{0}(U_{ij};\mathbb {R} )}

이들은 다음 호환 조건을 만족시켜야 한다.
{\displaystyle A_{j}(x)-A_{i}(x)=-\mathrm {i} \,\mathrm {d} \ln \phi _{ij}(x)\qquad (x\in U_{ij})}
이 경우, {\displaystyle \mathrm {d} A_{i}}를 이어붙여 {\displaystyle F=\mathrm {d} A_{i}}를 정의할 수 있으며, {\displaystyle [F]/2\pi }는 U(1) 주다발의 천 특성류와 같다.
{\displaystyle [F]/2\pi =\operatorname {c} _{1}(L)}
마찬가지로, 1차 히친-채터지 제르브 {\displaystyle (U_{i},\phi _{ijk})_{i,j,k\in I}}위의 접속은 다음과 같은 데이터로 주어진다.
- {\displaystyle B_{i}\in \Omega ^{2}(U_{i};\mathbb {R} )}
- {\displaystyle A_{ij}\in \Omega ^{1}(U_{ij};\mathbb {R} )}

이들은 다음 호환 조건을 만족시켜야 한다.:219
{\displaystyle B_{j}(x)-B_{i}(x)=\mathrm {d} A_{ij}(x)\qquad (x\in U_{ij})}
{\displaystyle A_{ij}(x)+A_{jk}(x)+A_{ki}(x)=-\mathrm {i} \,\mathrm {d} \ln \phi _{ijk}(x)\qquad (x\in U_{ijk})}
이 경우, {\displaystyle \mathrm {d} A_{i}}들을 이어붙여
{\displaystyle F\in \Omega ^{2}(M;\mathbb {R} )}
{\displaystyle F(x)=\mathrm {d} A_{i}(x)\qquad (x\in U_{i})}
를 정의할 수 있으며, 또한 그 코호몰로지류 {\displaystyle [F]/2\mathrm {\pi } \in \operatorname {H} ^{3}(M;\mathbb {R} )}가 정수 계수인 것을 보일 수 있다.
보다 일반적으로,  {\displaystyle (p-2)}차 히친-채터지 제르브의 경우, 각 {\displaystyle U_{i}} 위에는 {\displaystyle (p-1)}차 히친-채터지 제르브의 접속이 주어져 있다. {\displaystyle -1}차 히친-채터지 제르브의 접속 구조는 전이 함수 {\displaystyle \phi _{i}\colon U_{i}\to \operatorname {U} (1)}의 자연 로그 {\displaystyle -\mathrm {i} \ln \phi _{i}}이다.

## 예

### 0-제르브
매끄러운 다양체 {\displaystyle M} 위의 0-다발 제르브는 단순히 U(1) 주다발이다. 이 경우 2차 정수 코호몰로지와의 대응 사상은 1차 천 특성류에 의해 주어진다.

### −1-제르브
(−1)-다발 제르브는 함수 {\displaystyle M\to \mathbb {S} ^{1}}들의 호모토피류 {\displaystyle [f]\in [M,S^{1}]}이다.:Example 2.2 {\displaystyle \mathbb {S} ^{1}}은 이산군 {\displaystyle \mathbb {Z} }의 분류 공간이므로, 이는 {\displaystyle \mathbb {Z} } 주다발과 대응한다.
즉, 구체적으로 이는 각 열린 덮개 {\displaystyle (U_{i})_{i\in I}}에 대하여, 임의의 두 {\displaystyle i,j\in I}에 대하여 “전이 함수”인 정수 
{\displaystyle n_{ij}\in \mathbb {Z} }
에 의하여 명시되며, 이는
{\displaystyle n_{ji}=-n_{ij}}
{\displaystyle n_{ij}+n_{jk}+n_{ki}=0}
을 만족시켜야 한다.
또한, {\displaystyle p=1}을 잡으면
- {\displaystyle M}의 열린 덮개 {\displaystyle \{U_{i}\}_{i\in I}}
- 전이 함수 {\displaystyle \phi _{i}\colon U_{i}\to \operatorname {U} (1)}
- (공사슬 조건) 임의의 {\displaystyle i,j\in I} 및 {\displaystyle x\in U_{i}\cap U_{j}}에 대하여,
{\displaystyle 1=\phi _{i}(x)\phi _{j}(x)}

즉, 만약 {\displaystyle i=j}일 경우 {\displaystyle \phi _{i}=1}이 된다. 이에 따라, 
매끄러운 다양체 {\displaystyle M} 위:
- 전사 함수 {\displaystyle E\twoheadrightarrow M}
- U(1) 주다발 {\displaystyle L\twoheadrightarrow \bullet }
- U(1) 주다발의 동형 사상 {\displaystyle \mu \colon \pi _{12}^{*}L\otimes \pi _{23}^{*}\to \pi _{13}^{*}L}. 여기서 {\displaystyle \pi _{12},\pi _{23},\pi _{13}\colon \bullet \to ??}는 성분별 사영 사상이다.

### −2-제르브
(−2)-다발 제르브는 연속 함수 {\displaystyle M\to \mathbb {Z} }이다.:Example 2.1

### 리 군 위의 제르브
콤팩트 연결 단일 연결 단순 리 군 {\displaystyle G} 위에는 자연스러운 1-제르브가 정의되어 있다. 이 경우 항상 {\displaystyle H^{3}(G)\cong \mathbb {Z} }이고, 이 대응 사상을 디미에-두아디 사상(영어: Dixmier–Douady map)이라고 한다. 이러한 리 군 {\displaystyle G}는 디스미에-두아디 사상이 1인 코호몰로지류 {\displaystyle B_{0}\in H^{3}(G)}에 대응하는 다발 제르브를 갖춘다. 3차 코호몰로지류로서, 이는 그 리 대수 {\displaystyle {\mathfrak {g}}}의 구조 상수(structure constant)
{\displaystyle f\colon \Lambda ^{3}{\mathfrak {g}}}
의 드람 코호몰로지에 의하여 주어진다. 이러한 1-제르브는 베스-추미노-위튼 모형을 다룰 때 등장하며, 끈 이론의 캘브-라몽 장에 해당한다.

### 3차원 초구 위의 제르브
구를 남반구와 북반구에 해당하는 열린 덮개로 덮으면, 적도 근방의 겹침 부분에 정의되는 전이 함수
{\displaystyle \mathbb {S} ^{1}\times (-\epsilon ,\epsilon )\to \operatorname {U} (1)}
를 통해 구 위의 U(1) 주다발을 정의할 수 있다. 이러한 전이 함수는 정수인 감음수로 분류되며, 이 정수는 U(1) 주다발의 (1차) 천 특성류(의 적분)에 해당한다 ({\displaystyle \operatorname {H} ^{2}(\mathbb {S} ^{2})\cong \mathbb {Z} }).
마찬가지로, 3차원 초구를 북반구와 남반구에 해당하는 열린 덮개로 덮으면, 적도 근방의 겹침 부분 위에 정의되는 전이 U(1) 주다발
{\displaystyle \operatorname {U} (1)\hookrightarrow \mathbb {S} ^{2}\times (-\epsilon ,\epsilon )}
을 통해 3차원 초구 위의 다발 제르브를 정의할 수 있다. 이러한 전이 U(1) 주다발은 천 특성류의 적분인 정수로 분류되며, 이 정수는 다발 제르브의 디스미에-두아티 코호몰로지류에 해당한다 ({\displaystyle \operatorname {H} ^{3}(\mathbb {S} ^{3})\cong \mathbb {Z} }).:Example 4.2

## 응용
제르브는 미분형식 전기역학을 다룰 때 등장한다. 1차 미분형식 전기역학인 양-밀스 이론(맥스웰 방정식)을 다룰 때 주다발을 사용하는 것처럼, 고차 미분형식 전기역학을 다룰 때는 제르브를 사용하게 된다. 즉, 게이지장은 제르브의 접속을 이루고, 게이지 장세기는 제르브 접속의 곡률이다.
특히, 끈 이론에서 등장하는 캘브-라몽 장은 제르브로 나타내어진다.

## 역사
제르브의 일반적인 개념은 알렉산더 그로텐디크의 아이디어들을 발전시켜 장 지로(프랑스어: Jean Giraud, 1936~2007)가 도입하였다. 지로가 지은 이름 "프랑스어: gerbe 제르브[*]"는 짚단을 뜻한다. 이후 장뤼크 브릴린스키(프랑스어: Jean-Luc Brylinski, 1951~)가 제르브를 더 기하학적인 기법으로 정의하였다. 다발 제르브는 마이클 머리(영어: Michael K. Murray)가 도입하였다.

## 같이 보기
- 제르브
- 오비폴드